# 이안 (풋살 선수)
이안(1993년 9월 23일 ~ )은 대한민국의 풋살 선수이다. 2018년 대만에서 개최된 AFC 풋살 선수권 대회에 대한민국 풋살 국가대표 선수로 참가하였다.